# Liana Millu

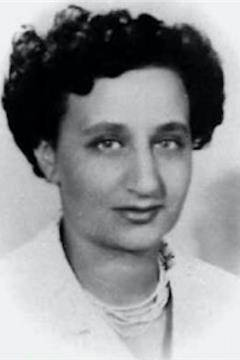
Liana Millu

Liana Millu, nata Millul (Pisa, 21 dicembre 1914 – Genova, 6 febbraio 2005) è stata una scrittrice, partigiana e superstite dell'Olocausto italiana autrice di memorie, romanzi e racconti.

## Biografia

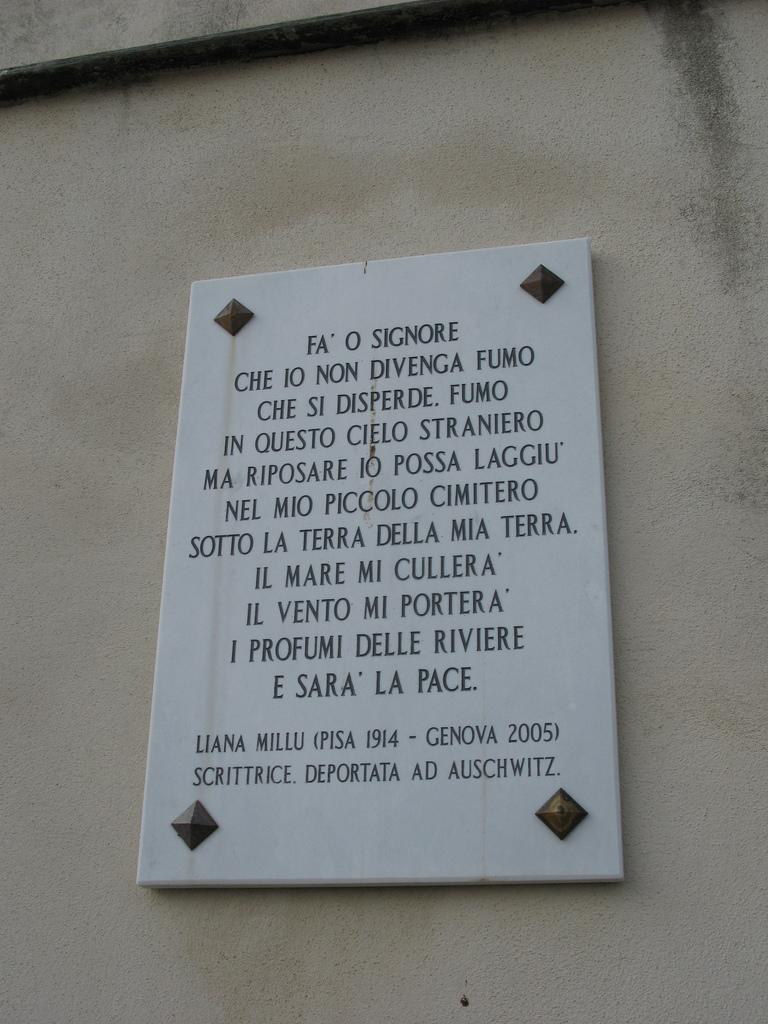
Targa in memoria della scrittrice presso il borgo marinaro di Boccadasse (Genova)

Di famiglia ebraica, rimasta assai presto orfana di madre, crebbe con i nonni materni, in quanto il padre, capostazione, viveva lontano da casa. 
Manifestò un precoce interesse per il giornalismo e iniziò giovanissima a collaborare con il quotidiano livornese “Il Telegrafo”, sul quale firmava gli articoli come Millu, modificando il suo cognome originario, Millul.
Ottenuto il diploma magistrale, nel 1937 iniziò a insegnare nelle scuole elementari di Montebradoni, nei pressi di Volterra, proseguendo l'attività giornalistica. Espulsa dall'insegnamento a seguito delle leggi razziali fasciste, si impiegò come istitutrice presso una famiglia ebrea fiorentina, fino a quando, nel 1940, si trasferì a Genova, dove esercitò vari mestieri, pur continuando a scrivere: con lo pseudonimo di Nàila - anagramma di “Liana” - pubblicò due racconti, Il collega e Monte Pio, sulla rivista “Settimo giorno”.

## Con la Resistenza
Dopo l'armistizio di Cassibile partecipò alla Resistenza italiana entrando nel gruppo clandestino denominato “Otto” (dal nome del fondatore, il neuropsichiatra Ottorino Balduzzi), gruppo che aveva il compito di mantenere i collegamenti tra i campi alleati, ossia tra gli inglesi, gli statunitensi e i prigionieri inglesi provenienti dai Lager liberati.
Recatasi a Venezia in missione da parte dell'organizzazione, vi fu arrestata per la delazione di un infiltrato; dopo essere passata per il campo di transito di Fossoli, fu deportata ad Auschwitz, poi trasferita a Ravensbrück e, di qui, al campo di Malkow, presso Stettino, per lavorare in una fabbrica di armamenti.
Fu liberata nel maggio del 1945, dopo un anno di prigionia, e fece rientro in Italia nel mese di agosto.
 Riprese a insegnare nelle scuole elementari e si dedicò, fin dal suo ritorno dalla prigionia, a testimoniare l'esperienza della deportazione.

## Opere
Il suo libro Il fumo di Birkenau, che racconta le vicende di sei donne, sue compagne di prigionia a Birkenau, è del 1947 (Milano, La prora), stesso anno della prima edizione di Se questo è un uomo di Primo Levi, a cui è stata legata da grande amicizia. È uno dei primissimi memoriali di deportati ebrei nei campi di sterminio nazisti. Sette furono i deportati ebrei autori di racconti autobiografici pubblicati in Italia nei primi anni del dopoguerra: Lazzaro Levi alla fine del 1945, Giuliana Fiorentino Tedeschi, Alba Valech Capozzi, Frida Misul e Luciana Nissim Momigliano nel 1946, e infine nel 1947 Primo Levi e appunto Liana Millu. Ad essi vanno aggiunti: Luigi Ferri, la cui deposizione (in tedesco) è resa nell'aprile 1945 di fronte ad uno dei primi tribunali d'inchiesta sui crimini nazisti; Sofia Schafranov, la cui testimonianza è raccolta nel 1945 in un libro-intervista di Alberto Cavaliere; e Bruno Piazza, il cui memoriale, scritto negli stessi anni, sarà però pubblicato solo nel 1956.
Il libro di Millu è stato da allora molte volte riedito, fino al 2005, dalla Giuntina di Firenze, e tradotto in molte lingue. In realtà il libro – come Millu stessa ha detto – iniziò a essere scritto nei giorni immediatamente successivi alla liberazione dal campo, in condizioni assai precarie, in attesa di fare ritorno in Italia.
Al centro del romanzo I ponti di Schwerin, secondo libro di Liana Millu, uscito nel 1978 per l'editore Lalli di Poggibonsi e poi nuovamente nel 1994 per ECIG di Genova, la vicenda di Elmina, del suo rientro a casa dalla prigionia, ma anche delle sue esperienze di vita prima e dopo la deportazione. 
In una testimonianza resa a David Dambitsch, e pubblicata nel volume dello stesso Dambitsch Millu ha parlato in questi termini del carattere autobiografico del romanzo:
“Due cose mi hanno spinto a scrivere questo libro. In primo luogo il ritorno dal Lager. Ma altrettanto importante era per me la rappresentazione di una giovane donna che aveva vissuto settanta anni fa e che aveva un solo scopo: la realizzazione di se stessa. Era una scelta molto difficile e dura. Ero una femminista, senza conoscere nemmeno il significato della parola; infatti durante il fascismo non esisteva né la parola né la cosa cui essa si riferisce. Quando ero giovane avevo un solo scopo: diventare libera e indipendente [...]. Ne Il fumo di Birkenau non sono propriamente presente, ma sono, come l'ha definito Primo Levi, un “occhio che osserva” (das “beobachtende Auge”); non sono dunque un personaggio esistente, ma solo osservante. 
I ponti di Schwerin è un testo che tratta della mia vita, della mia vita dopo il Lager, della mia vita come donna.“
Agli inizi degli anni ottanta, insieme con Rosario Fucile, dà alle stampe Dalla Liguria ai campi di sterminio, pubblicato dalla Regione Liguria e dall'Associazione nazionale ex deportati (ANED), associazione, questa, nella quale Liana Millu ha svolto un'intensa attività e ricoperto incarichi di responsabilità.
Nel 1988 esce la raccolta di racconti La camicia di Josepha (Genova, ECIG). Il volumetto Dopo il fumo. Sono il n. A 5384 di Auschwitz-Birkenau è stato pubblicato nel 1990 (Brescia Morcelliana).
Il suo diario - Tagebuch: il diario del ritorno dal lager (prefazione di Paolo De Benedetti; introduzione di Piero Stefani -Firenze, Giuntina, 2006 - ) è stato pubblicato dopo la morte, avvenuta nel febbraio del 2005. Il suo ultimo messaggio prima di morire, è stato scritto il 27 gennaio 2005 nel Giorno della Memoria ed è rivolto agli studenti:
“Mi spiace non essere lì e iniziare nel solito modo. «Sono il numero A 5384 di Auschwitz-Birkenau». Le parole sono sempre le stesse, ma oggi risuonano con la forza di milioni di persone che parlare non possono più. Mi rivolgo a tutti, particolarmente ai ragazzi, perché conoscere quel passato è garanzia per il loro, per il nostro avvenire. Avvicinate quel passato, il vostro presente ne sarà rafforzato. Andate in quei luoghi funesti e non per un giorno. Studiarli porterà bene alla vostra vita, io lo so. Non limitatevi ad un giorno. Cercate soprattutto di vedere, di andare: tornerete migliori e più forti, la vostra coscienza ne sarà approfondita. Questo vi auguro. E vi benedico in nome di quelli che non poterono farlo. 27 gennaio, ripetete questa data, 27 gennaio: riguarda tutti, ci riguarda tutti. Che Dio vi benedica e vi aiuti a non dimenticare mai.“ I suoi resti mortali riposano nel cinerario comune del cimitero di Staglieno.
Postuma anche la pubblicazione di Campo di betulle: Shoah, l'ultima testimonianza di Liana Millu, curata dal giornalista Roberto Pettinaroli, con prefazione di Moni Ovadia e postfazione di Fernanda Contri.